# در اتاق من
در اتاق من (انگلیسی: In My Room) یک فیلم است که در سال ۲۰۱۸ منتشر شد.